# 부자의 탄생 시즌2
《부자의 탄생 시즌2》는 tvN에서 2011년 11월 10일부터 2011년 12월 22일까지 방송되었던 TV 프로그램이다. 우승자는 5억 원 상당의 커피전문점 점주가 될 수 있다.

## 결과
- 1위 : 박다예
- 2위 : 이성종
- 3위 : 김성진